# Ketchum (Idaho)
Pour les articles homonymes, voir Ketchum.
La ville américaine de Ketchum est située dans le comté de Blaine, dans l’État de l’Idaho.

## Démographie
| 1890 | 1950 | 1960 | 1970  | 1980  | 1990  |
| ---- | ---- | ---- | ----- | ----- | ----- |
| 450  | 757  | 746  | 1 454 | 2 200 | 2 523 |

| 2000  | 2010  | - | - | - | - |
| ----- | ----- | - | - | - | - |
| 3 003 | 2 689 | - | - | - | - |

Sa population s’élevait à 2 689 habitants lors du recensement de 2010.

## Personnalités liées à la ville
Ernest Hemingway est mort à Ketchum en 1961 et y a été inhumé. Sa petite-fille, Margaux Hemingway, a été enterrée à ses côtés.

## Source
- (en) Cet article est partiellement ou en totalité issu de l’article de Wikipédia en anglais intitulé « Ketchum, Idaho » (voir la liste des auteurs).